# Josef Gerlach
Josef Gerlach (16. prosince 1813 Plzeň — 20. ledna 1884 tamtéž) byl český hudebník, skladatel, klavírista, kapelník, sbormistr, učitel hudby a tance, vážený měšťan města Plzně. Výrazně se angažoval v městském spolkovém i kulturním životě, zejména jako organizátor hudebních a tanečních zábav a člen městských vlasteneckých spolků.

## Život

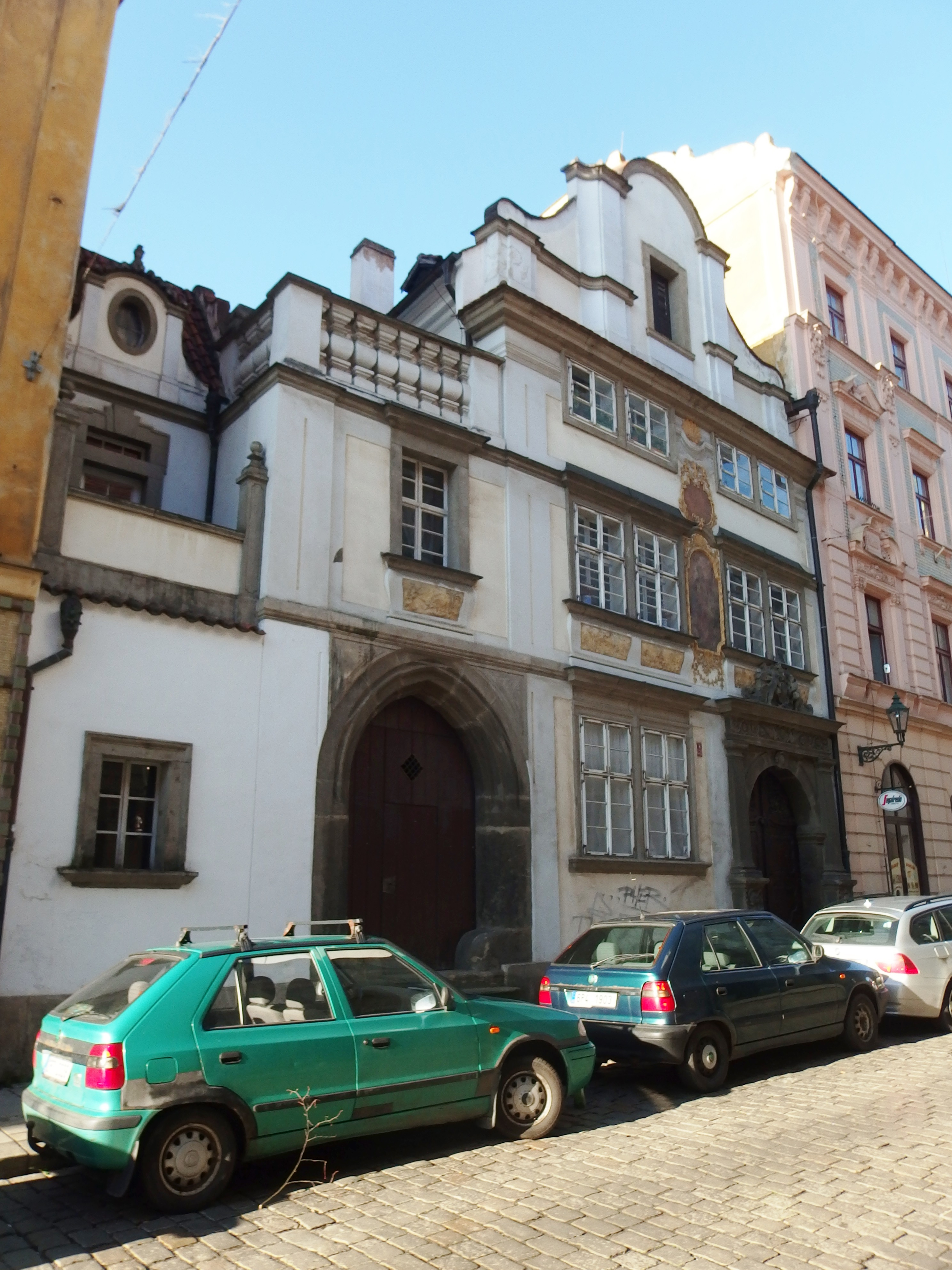
Gerlachovský dům v Dřevěné ulici v Plzni

### Mládí
Narodil se v Plzni. Vystudoval gymnázium, poté nastoupil na Právnickou fakultu Karlo-Ferdinandovy univerzity, kterou však nedokončil. Vrátil se do Plzně, kde se věnoval výuce hudby, tance a krasopisu. Roku 1848 se stal kapelníkem po pár letech pak rozpuštěné české Národní gardy.

### V Plzni
Čile zapojoval též do městského života, zejména česky mluvící populace Plzně. Stal se členem řady spolků: byl zakládajícím členem plzeňského Hlaholu a posléze jeho druhý sbormistr. Stal se roku 1853 kapelníkem plzeňského ostrostřeleckého pluku, od roku 1867 pak vedl německý sbor Liedertafel.
Oženil se roku s vdovou po plzeňském výběrčím daní Janu Nepomuku Jelínkovi, díky čemuž se stal majitelem domu v Dřevěné ulici nedaleko městského hlavního náměstí, později známého jako Gerlachovský dům. Ten byl ve čtyřicátých až sedmdesátých letech 19. století centrem hudebního života v Plzni. Setkávali se zde přední osobnosti města, pravděpodobně se zde scházel také spolek Včela, první ženský spolek v Plzni neoficiálně fungující již od roku 1866, jehož zakládající členkou byla nejstarší dcera Emílie. Spolek byl úředně povolen až roku 1870, nadále pak fungoval pod názvem Česká jednota paní a dívek v Plzni. Gerlach svou dceru rovněž vedl k hudbě a zpěvu, roku 1865 ji obsadil do inscenace své opery Marta. Posléze se provdala za plzeňského malíře Františka Sequense a odstěhovali se do Prahy.

### Úmrtí
Josef Gerlach zemřel 20. ledna 1884 v Plzni ve věku 70 let a byl pochován na plzeňském Mikulášském hřbitově.
Po jeho smrti se domu ujali jeho dědicové. V roce 1909 byl dům již ve velmi špatném stavu a hrozilo mu zbourání.

### Rodinný život
Josef Gerlach byl celkem dvakrát ženatý, z manželství vzešly tři dcery.